# Manuel Mosca
Manuel Ángel Mosca (Bolívar, provincia de Buenos Aires, 19 de junio de 1982) fue presidente de la Cámara de Diputados de la provincia de Buenos Aires por el frente Cambiemos, entre el 21 de diciembre de 2016 y el 10 de diciembre de 2019. Desempeñó funciones legislativas como Diputado Provincial, ejerciendo la Vicepresidencia de la Cámara de Diputados desde diciembre de 2015 hasta diciembre de 2016 cuando pidió licencia a raíz del comienzo de denuncias por delitos sexuales contra el, las cuales se siguieron sucediendo hasta la actualidad. 
Su esposa es la senadora nacional Gladys González, con quien tiene un hijo.

## Actividad Política
En 2008 se vinculó al PRO. 
Fue funcionario del Banco Ciudad y Director de Relaciones con las Provincias y Municipios del Ministerio de Gobierno de la Ciudad Autónoma de Buenos Aires bajo el mandato de Mauricio Macri. 
En octubre de 2015 fue elegido diputado provincial por el bloque Cambiemos, debido a su cercanía con la gobernadora María Eugenia Vidal fue designado Presidente en la Cámara de diputados bonaerense.  Desde 2018  siendo titular de Cámara baja bonaerense junto con su esposa, son investigados por manejo irregular de dinero en el Sindicato de Obreros Marítimos Unidos y en la Legislatura provincial. Su esposa y senadora nacional por Cambiemos, Gladys González, fue imputada por el desvío de fondos públicos y el dudoso origen de una cuenta en Suiza a nombre de Mosca y el  desvío de fondos a través de la mutual dependiente del Sindicato de Obreros Marítimos Unidos (SOMU), del cual González ofició como interventora, 
 En 2015 fue denunciado junto a su esposa la diputada Gladys González por coimas del 10% por cargos ministeriales que podía poner gente en cargos ministeriales en la provincia de Buenos Aires con la llegada de María Eugenia Vidal a la provincia.
A fines de abril de 2019, Mosca denunció una supuesta maniobra de extorsión" en torno a una supuesta denuncia de acoso sexual" contra él. Luego de ello, salió a la luz una denuncia por abuso sexual, donde la supuesta víctima y denunciante es una militante oficialista del Pro, quien alegó que las situaciones de acoso y abuso habrían ocurrido cuando compartió con Mosca actividades de militancia en el marco de la campaña que llevó a Cambiemos al gobierno. Denunciándose luego más casos. Los detalles sobre la denuncia sacudieron al oficialismo bonaerense y al entorno de Vidal. Para mayo de 2019 ya contaba  con más de tres denuncias por abuso sexual, una hecha formalmente ante la Oficina de Violencia Doméstica (OVD) de la Corte Suprema. Finalmente tomo licencia como Presidente de la Cámara de Diputados de la provincia de Buenos Aires, para evitar su desafuero.